# Ilia Topuria
Ilia Topuria (georgiska: ილია თოფურია), född 21 januari 1997, är en spansk-georgisk professionell MMA (mixed martial arts) fighter. Han tävlar för närvarande i lättviktsdivisionen i Ultimate Fighting Championship (UFC), där han är den nuvarande UFC-mästaren i lättvikt. Topuria, som tävlat professionellt sedan 2015, var  tidigare UFC-mästaren i fjädervikt och är den första spansk-georgiska fightern att bli mästare i UFC. Från och med den 1 juli 2025 är han rankad som nummer 1 på UFC:s herrrankning pund-för-pund.